# Jean Bradin
Jean Bradin (30 de maio de 1899 – 7 de outubro de 1969) foi um ator francês.

## Filmografia selecionada
- The Island of Despair (1926)
- At the Edge of the World (1927)
- Champagne (1928)[2]
- Moulin Rouge (1928)
- Miss Europe (1930)
- Le secret du docteur (1930)
- David Golder (1931)
- Law of the North (1939)